# Lehký tank Mk IV
Roku 1934 začala výroba britského lehkého tanku Mk IV. Jeho výzbroj byla velmi slabá, měl pouze jeden kulomet Vickers ráže 7,7 mm. Kromě standardních tanků byla vyráběna verze Indian Pattern pro indickou armádu. Když vypukla 2. světová válka, tanky sloužily už jen pro výcvik nových posádek.